# Kollagen-Typ 22α1
Kollagen Typ XXII, alpha 1 ist ein fibrillenassoziiertes Kollagen, das vom Gen COL22A1 codiert wird. Es bildet Homotrimere, die wiederum Kollagenfibrillen vom Typ XXII formen.

## Eigenschaften
Kollagen Typ XXII, alpha 1 wird an der myotendinösen Verbindung und an der Gelenkoberfläche des Knorpelgewebes exprimiert. Kollagen XXII beteiligt sich an der Zelladhäsion von Liganden in mehrschichtigen Epithelien und in Fibroblasten.